# Hannes Kolehmainen

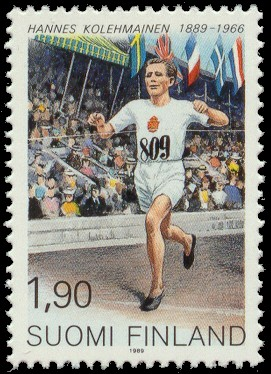
Selo finlandês de 1989 em homenagem ao atleta

Juho Pietari "Hannes" Kolehmainen (Kuopio, 9 de dezembro de 1889 — Helsinque, 11 de janeiro de 1966) foi um corredor finlandês de longa distância, o primeiro de uma série de grandes fundistas olímpicos conhecidos como Finlandeses Voadores.
Em 1912, Hannes inaugurou o domínio finlandês destas provas nas Olimpíadas, que duraria mais de vinte anos, ao ganhar três medalhas de ouro nos 5.000, 10.000 m – nesta prova ele derrotou o até então invencível corredor francês Jean Bouin e quebrou o recorde mundial - e nos 3.000 m cross-country por equipes nos Jogos de Estocolmo, Suécia.
Nesta época, a Finlândia era uma província russa e apesar de terem equipes diferentes nos Jogos, foi a bandeira  russa a hasteada depois de suas vitórias, o que provocou o comentário de Hannes de que “quase preferiria não ter vencido”.
Com a carreira interrompida no auge por causa da Primeira Guerra Mundial, Kolehmainen retornou aos Jogos Olímpicos, em Antuérpia 1920, optando agora por uma corrida mais longa, de menor velocidade e mais resistência - a Maratona - e conquistou a medalha de ouro na prova, a quarta de sua carreira olímpica.
A partir daí, Hannes Kolehmainen já tinha um grande sucessor no compatriota e pupilo Paavo Nurmi, que dominaria as corridas de fundo desta década e que, junto com ele, acenderia a pira olímpica na abertura dos Jogos de Helsinque, Finlândia,  em 1952.
Foi recordista mundial dos 3000 metros entre 1912 e 1918, e da maratona entre 1920 e 1925.